# マリオカートDS
『マリオカートDS』（マリオカートディーエス、Mario Kart DS）は、2005年11月14日に発売された、任天堂開発・発売のニンテンドーDS専用のゲームソフト。マリオカートシリーズの5作目。日本では同年12月8日発売。
日本国内の売上は、それまでのシリーズ最高であった『スーパーマリオカート』を上回り過去最高となったが、2017年にNintendo Switchで発売された『マリオカート8 デラックス』にその座を奪われ、現在は2番目の売上数となっている。

## ゲーム内容
ニンテンドーWi-Fiコネクションの実装によりインターネット接続を用いて世界中のプレイヤーと対戦が行えた、初のWi-Fiコネクション対応作品である。ワイヤレス通信の対応によって、対戦人数の上限もこれまでの4人から8人へと増加した。
本作では過去シリーズから16コースが復刻され、新作の16コースと合わせて8カップ・32コースが登場し、以降の作品でも同様の形式が引き継がれている。マップ表示はDS本体の2画面を活かし、下画面全体を使ったより詳細なものと、従来のコース全体表示の切り替えが可能。
オフラインプレイにおいては、これまでプレイヤー同士しか遊べなかった「VS」と「バトル」がCOM相手に1人でもプレイ可能となり、チーム戦も可能になった。バトルは従来と同様の「ふうせんバトル」と、コース上に落ちているシャインを集める「あつめてシャイン」の2種類が用意されており、どちらも最後の1人（1チーム）になるまで行う。さらに本作限定のモードとして、時間内に与えられた課題をクリアする「ミッションラン」が登場する。
なお、本作は「DSダウンロードプレイ」にも対応しているが、この場合は選べるコースに制限がかかり、「バトル」ではコースの自由選択ができなくなる。また、ゲームカードを持っていないプレイヤーの操作キャラクターとカートは特定の1種類で固定される。

## 開発
本作の開発においては、『nintendogs』が狙っていたノンゲームユーザーからマリオカートのファンまで幅広い層をターゲットに据えていたほか、レースゲームが不得意な者でも遊べるように注意が払われた。
前作『マリオカート ダブルダッシュ!!』では最大8人までの通信対戦を可能としていたとはいえ、ゲームキューブ本体とソフトだけでなくケーブルやモニタも人数分要るため気軽にできるようなものではなかった。これに対し、本作では自宅のWi-Fi環境がそろっていればすぐに遊べるうえ、一つのゲームを大人数で遊べるというシステムを最大の目玉としていた。ただし、Wi-Fiによる通信対戦は最初から計画していたわけではなく、2005年の初めから導入に向けた実験を繰り返していた。プロデューサーの紺野秀樹は「Nintendo Online Magazine」によるインタビューの中でテストプレイには任天堂社長の岩田聡も参加していたが、皆手加減することなく本気だったと語っており、通信対戦なのに相手の顔が思い浮かんだ経験は新鮮だったとも振り返っている。
同年4月頃に紺野は岩田とともにWi-Fiコネクションの打ち合わせのためにNOA（ニンテンドーオブアメリカ）でプレゼンテーションをして、そのときの反応の良さからWi-Fiコネクション対応への開発が本格化した。紺野としてはランキングやゴーストデータなどの共有に関して実装したい気持ちはあったが、会社の命令により同年末までに発売しなければならなかったため、時間的な制約で実現できないアイデアもあった。
なお、タッチパネルによる操作体系の導入も検討されたが、カートの操作自体がせわしなくなるため、見送られた。またタッチ操作に関しても、プログラムディレクターの佐藤雄久は、下画面が上手く使えないために最終的にはサブ画面としてマップを表示することにしたと述べている。
コースに関しては、半分は移植で、半分は新作コースとなり、前作と比べて数を倍にした。コースディレクターの竹村啓は、コース内の要素は宮本茂の助言もあり、子供っぽくなりすぎないよう配慮したと述べている。
音楽に関しては、サウンドディレクターの疋野光啓は、本作がレースゲームであることから、スピード感や白熱感を大事にしつつ、一方でパーティゲームでもあるため、それを意識した演出を心掛けたと述べている。

## 関連書籍
- Nintendo DREAM 任天堂ゲーム攻略本 マリオカートDS ISBN 4839919836 - 毎日コミュニケーションズ（発売日:2006年1月12日）
- マリオカートDS カンペキ爆走ガイドブック ISBN 475772618X - エンターブレイン（発売日:2006年1月12日）
- マリオカートDS ザ・コンプリートガイド ISBN 4840233357 - 角川グループパブリッシング（発売日:2006年1月12日）
- 任天堂公式ガイドブック マリオカートDS ISBN 4091062814 - 小学館（発売日:2006年1月14日）

## 評価
ライターの山村智美はGame Watchに寄せた記事の中で、対人戦が醍醐味のマリオカートとWi-Fiコネクションは最高の組み合わせだと評価した一方、バトルモードがWi-Fiコネクションに対応していないのが惜しいとしている。